# Frontière entre les États fédérés de Micronésie et la Papouasie-Nouvelle-Guinée
La frontière entre la Micronésie  et la Papouasie-Nouvelle-Guinée, entièrement maritime, sépare les États fédérés de Micronésie de la Papouasie-Nouvelle-Guinée, dans l'océan Pacifique.
Un traité signé le 29 juillet 1991 prévoit une limite en 37 segments délimitant leurs mers territoriales respectives selon les exigences de la Convention des Nations unies sur le droit de la mer.
La frontière passe à équidistance entre l'atoll micronésien de Kapingamarangi, l'île la plus au Sud des Îles Carolines, et l'archipel papouasien des Bismarck à proximité de la Nouvelle-Irlande (Namotu, Paona, Mahur, Îles Tabar, Îles Mussau).
La ligne est définie par une série de 38 points reliés par des arcs géodésiques :
- point 1 : 1°37/32.59" N , 151°25/26.58" E
- point 1 : 1°37' 32.59" N , 151°25' 26.58" E
- point 2 : 1°37' 11.67" N , 151°25' 23.24" E
- point 3 : 0°49' 52" N , 151°56' 53" E
- point 4 : 0°35' 04" N , 152°06' 44" E
- point 5 : 0°20' 45" N , 152°16' 15" E
- point 6 : 0°10' 48" N , 152°22' 52" E
- point 7 : 0°10' 49" S , 152°37' 15" E
- point 8 : 0°14' 44" S , 152°39' 52" E
- point 9 : 0°19' 14" S , 152°45' 52" E
- point 10 : 0°23' 13" S , 152°51' 11" E
- point 11 : 0°25' 41" S , 152°54' 28" E
- point 12 : 0°33' 14" S , 153°09' 38" E
- point 13 : 0°35' 14" S , 153°12' 06" E
- point 14 : 0°38' 36" S , 153°18' 16" E
- point 15 : 0°44' 20" S , 153°28' 47" E
- point 16 : 0°55' 14" S , 153°48' 13" E
- point 17 : 0°58' 50" S , 153°54' 37" E
- point 18 : 0°59' 23" S , 154°01' 15" E
- point 19 : 0°59' 45" S , 154°05' 49" E
- point 20 : 1°0' 0" S , 154°08' 44" E
- point 21 : 1°0' 52" S , 154°19' 00" E
- point 22 : 1°1' 27" S , 154°25' 55" E
- point 23 : 1°2' 13" S , 154°35' 00" E
- point 24 : 1°2' 35" S , 154°39' 29" E
- point 25 : 1°3' 51" S , 154°54' 26" E
- point 26 : 1°4' 42" S , 155°04' 41" E
- point 27 : 1°06' 35" S , 155°31' 54" E
- point 28 : 1°6' 40" S , 155°33' 07" E
- point 29 : 01' 7' 3" S , 155°38' 48" E
- point 30 : 1°7' 55" S , 155°50' 45" E
- point 31 : 1°7' 59" S , 155°51' 40" E
- point 32 : 1°9' 0" S , 156°18' 08" E
- point 33 : 1°9' 3" S , 156°20' 33" E
- point 34 : 19' 24" S , 156°36' 04" E
- point 35 : 1°9' 36" S , 156°45' 05" E
- point 36 : 1°10' 11" S , 157°14' 28" E
- point 37 : 1°10' 16.04" S , 157°18' 24.17" E
- point 38 : 1°10' 17.36" S , 157°18' 25.23" E

Les extrémités de la frontière se situent au-delà des 200 nm dans les eaux internationales.
Une demande d'extension du plateau continental dans la région d'Ontong Java a été déposée conjointement par les deux pays ainsi que les îles Salomon. La Micronésie a également le souhait d'étendre ses frontières au niveau de la dorsale de Mussau.